# Campionato oceaniano femminile di pallacanestro 2005
L'11º Campionato Oceaniano Femminile di Pallacanestro FIBA (noto anche come FIBA Oceania Championship for Women 2005) si è svolto dal 24 al 28 agosto 2005 in Nuova Zelanda.
I Campionati oceaniani femminili di pallacanestro sono una manifestazione biennale tra le squadre nazionali femminili del continente, organizzata dalla FIBA Oceania.

## Squadre partecipanti
- Australia
- Nuova Zelanda

## Gare
|  | Finale        |               |    |    |    |  |
|  |               |               |    |    |    |  |
|  | Australia     | Australia     | 77 | 75 | 67 |  |
|  | Nuova Zelanda | Nuova Zelanda | 51 | 67 | 38 |  |

## Campione
Australia
(10º titolo)

## Classifica finale
| Posizione | Squadra       | Vinte/Perse |
| --------- | ------------- | ----------- |
| Oro       | Australia     | 3–0         |
| Argento   | Nuova Zelanda | 0-3         |